# Уиньярд (Саскачеван)
Уиньярд (англ. Wynyard) — городок (town) в провинции Саскачеван, Канада.

## Транспорт, климат
Через южную часть городка проходит шоссе Йеллоухед (участок под названием Шоссе 16), через западную — Шоссе 640. Воздушное сообщение обеспечивает аэропорт Wynyard/W. B. Needham Field Aerodrome (одна асфальтированная полоса длиной 915 метров), расположенный в четырёх километрах к северу от городка. Через северную часть городка проходит ветка Канадской тихоокеанской железной дороги.
Согласно метеорологическим наблюдениям с 1971 по 2000 год, максимальная температура воздуха в Уиньярде составила 38,5°С, минимальная — -46,7°С, средняя дневная — 1,9°С. В среднем на город в год выпадает 415 мм дождя, самый влажный месяц — июнь (75 мм), самый сухой — февраль (13 мм).

## История
Поселение под названием Vatnabyyður было основано в 1905 году выходцами из Исландии. В 1909 году сюда дотянулась ветка Канадской тихоокеанской железной дороги, и поселение поменяло своё название на Уиньярд — такой была фамилия жены одного из крупных чиновников этой железнодорожной компании. В 1908 году посёлок получил статус «деревня», а в 1911 году — городок (town). После волны исландцев сюда стали массово переезжать украинцы, затем, в более скромных масштабах, британцы и поляки.
В августе 1972 года мэр Уиньярда получил письмо от мэра французского городка Ле-Мартр-де-Вер, который сообщал, что сержант Королевских военно-воздушных сил Канады, который погиб во время Второй мировой войны, сражаясь в составе сил французского Сопротивления, Питер Дмитрук (1920—1943), похороненный на кладбище их города, является не просто именем на военном мемориале, а настоящим героем Второй мировой войны, и поэтому мэр Ле-Мартр-де-Вера предлагает почтить этого канадского солдата, сделав побратимами их два городка. Питер Дмитрук ушёл на войну из Уиньярда.

## Достопримечательности
- В 5 километрах к северо-западу и в 12 километрах к северо-востоку от Уиньярда расположены Озёра Куилл[англ.], крупнейшее из них, Биг-Куилл, является крупнейшим солёным озером Канады.
- Музей Фрэнка Камерона
- 9-луночный гольф-клуб
- Бассейн и собственная команда по синхронному плаванию. Кроме того имеются собственные бейсбольная и хоккейная команды.
- Железнодорожная станция (построена в 1909 году)[8]
- Церковь (построена в 1921 году)[9]
- Здание суда (построено в 1927 году)[10]

## Демография
2006 год
Согласно переписи 2006 года в Уиньярде проживали 1744 человек (на 9,1 % меньше чем пять лет назад), в том числе около 825 мужского пола и 920 женского. Средний возраст горожанина составлял 46 лет (42,3 года для мужчин и 50,3 года для женщин), около 355 человек были младше 20 лет и около 225 человек были старше 80 лет. Было 850 частных строений с постоянно живущими хозяевами. Средний доход на домохозяйство составлял 24 815 долларов в год. Опрос 1490 жителей старше 15 лет показал, что около 410 из них никогда не состоят в браке и никогда в нём не были, около 680 человек состоят в браке и живут совместно, около 55 жителей состоят в браке, но живут раздельно, около 85 человек находятся в разводе и около 255 вдовствуют.
2011 год
Согласно переписи 2011 года в Уиньярде проживали 1767 человек (на 1,3 % больше, чем пять лет назад), средний возраст горожанина составлял 46,9 лет (43,8 года для мужчин и 50,5 года для женщин), около 370 человек были младше 20 лет и около 210 человек были старше 80 лет. Было 843 частных строения с постоянно живущими хозяевами. Опрос 1480 жителей старше 15 лет показал, что около 295 из них никогда не состоят в браке и никогда в нём не были, около 710 человек состоят в браке и живут совместно, около 35 жителей состоят в браке, но живут раздельно, около 80 человек находятся в разводе и около 215 вдовствуют.